# Сплајн
У области математике, нумеричкој анализи, сплајн је специјална функција дефинисна део по део преко полинома.
У проблемима интерполације, сплајн интерполација се често радије користи него полиномијална интерполација јер даје сличне резултате, чак и кад се користе полиноми нижег степена, а са друге старне избегава Рунгеов феномен за више степене.
У подобластима рачунарства, рачунарски-потпомогнутом дизајну (CAD) и рачунарској графици, израз сплајн се чешће односи на део по део полиномијалну (параметарску) криву.